# Catedral metropolitana de Porto Alegre
La Catedral Metropolitana de Porto Alegre o bien la iglesia matriz de Nuestra Señora la Madre de Dios de Porto Alegre (en portugués: Igreja Matriz de Nossa Senhora da Madre de Deus de Porto Alegre) está situada en el centro de la ciudad , en la plaza de la Matriz, en Porto Alegre una ciudad en el estado de Río Grande del Sur en Brasil. Es la catedral de la arquidiócesis de Porto Alegre.

## Historia
La historia de la fundación de la parroquia de Nuestra Señora Madre de Dios está estrechamente relacionada con los orígenes de la ciudad de Porto Alegre. En la época en que la futura ciudad era apenas el puerto de Viamão, entonces ciudad capital, con la llegada de los colonizadores azorianos y la presencia de algunos soldados paulistas que aguardaban para dirigirse a las Misiones, se consideró necesario prestarles servicios religiosos, y fue nombrado el sacerdote carmelita Faustino de Santo Antônio de Santo Alberto e Silva, según provisión de 25 de marzo de 1753. Se erigió entonces una modesta capilla bajo la advocación de são Francisco das Chagas, dando el nombre de São Francisco do Porto dos Casais al asentamiento que comenzaba a formarse. Esta primitiva capilla fue construida junto a la rúa da Praia y no era más que un rancho de tapia.
En 1755, Faustino fue trasladado a Triunfo, quedando el pueblo nuevamente dependiente del vicario de la parroquia de la matriz de Viamão, la que debido a la gran extensión territorial, no podía atender a las personas asentadas en Porto dos Casais. Así, Antônio do Desterro, obispo de Rio de Janeiro (cuya diócesis se extendía a las tierras de Rio Grande), a petición del gobernador de la Capitanía, Marcelino de Figueiredo, creó la parroquia de São Francisco do Porto dos Casais el 26 de marzo de 1772, separándola de Viamão y nombrando vicario al padre José Gomes de Faria. En la misma provisión, solicitó también la construcción de una nueva iglesia que sirviera de iglesia matriz, ya que aún no existía allí ninguna iglesia que pudiera servir como tal. El 18 de enero de 1773, el obispo de Río de Janeiro cambió la patrona de la nueva parroquia de São Francisco por Nossa Senhora Madre de Deus. Todo el territorio de Porto Alegre perteneció a la parroquia de Madre de Deus hasta 1832, cuando se crearon las parroquias de Nuestra Señora de los Dolores y la de Nuestra Señora del Rosario.

## La antigua matriz

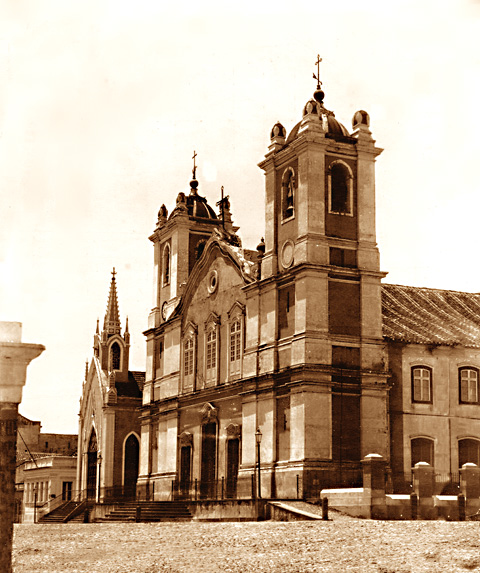
Virgilio Calegari: La antigua iglesia matriz de Porto Alegre en 1900. A la izquierda la antigua capilla del Imperio del Espíritu Santo.

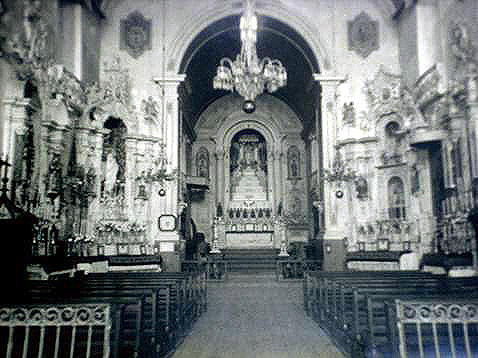
Interior de la antigua Matriz.

Con la transferencia de la capital del estado hacia Porto dos Casais, se hizo evidente la necesidad de construir una nueva iglesia, con dimensiones correspondientes a la nueva categoría de la ciudad. El 12 de julio de 1772, el virrey ordenó señalar un terreno para la construcción.
El proyecto, de estilo barroco, con un cuerpo de tres vanos flanqueado por dos campanarios, vino de Río de Janeiro en 1774, y su autor es desconocido. En junio de ese año, la Confraria do Santíssimo Sacramento y la Irmandade de Nossa Senhora da Madre de Deus, ambas dirigidas por el padre Faria y el gobernador Marcelino de Figueiredo, dieron los primeros pasos para su construcción. Las obras no comenzaron hasta finales de 1779.
El cuerpo de la iglesia se terminó en 1794, pero en 1820, como informó Auguste de Saint-Hilaire, las torres aún estaban inacabadas. Este estado de inconclusión duró hasta la administración del Conde de Caxias, que en 1846 ordenó terminar la torre izquierda, revocar el exterior y reparar el tejado, que ya estaba en ruinas. Desde 1841, la Hermandad del Santísimo Sacramento, aún con la iglesia inacabada, se quejaba de su pequeño tamaño y de las condiciones ruinosas, y quería construir una iglesia más grande. El 7 de mayo de 1848, el Papa Pío IX, por la bula Ad Oves Dominicas Rite Pascendas, creó la diócesis de São Pedro do Rio Grande do Sul, designando la Iglesia Matriz de Nossa Senhora Madre de Deus como catedral provisional.

## La catedral actual
La idea de un nuevo edificio era acariciada por los obispos de la época, pero sólo con João Becker se inició el estudio de sustitución de la antigua iglesia parroquial.  En 1915, se convocó un concurso para elegir el nuevo plan, en el que se premiaron los diseños de Theo Wiedersphan y Johan Ole Baade. El ganador fue el arquitecto Jesús Maria Corona, que elaboró un proyecto para una vasta catedral neogótica de cinco naves y torres de 72 metros de altura, con una cripta de estilo manuelino. El proyecto fue criticado especialmente por la Escuela de Ingenieros, lo que provocó su abandono. El hecho de que su autor tuviera fama de anarquista tampoco ayudó. Los otros dos premiados, Wiederspahn y Baade, eran protestantes, lo que pudo suscitar resistencias en el seno de la Iglesia católica. Así que ninguno de ellos era adecuado, y el arzobispo envió los proyectos de vuelta a Roma y pidió al arquitecto de la Curia romana, Giovanni Battista Giovenale, que los revisara. Giovenalle era un arquitecto respetado, entonces profesor de la Academia de Bellas Artes de San Lucas en Roma, así como miembro de la Comisión de Arte Sacro de la Basílica de San Pedro. Aunque el mérito de la obra fue de Giovenalle, Günter Weimer afirma que su revisión fue somera, utilizando en gran parte el proyecto presentado por Wiederspahn y entregando la mayor parte del trabajo técnico al checo Josef Hruby.

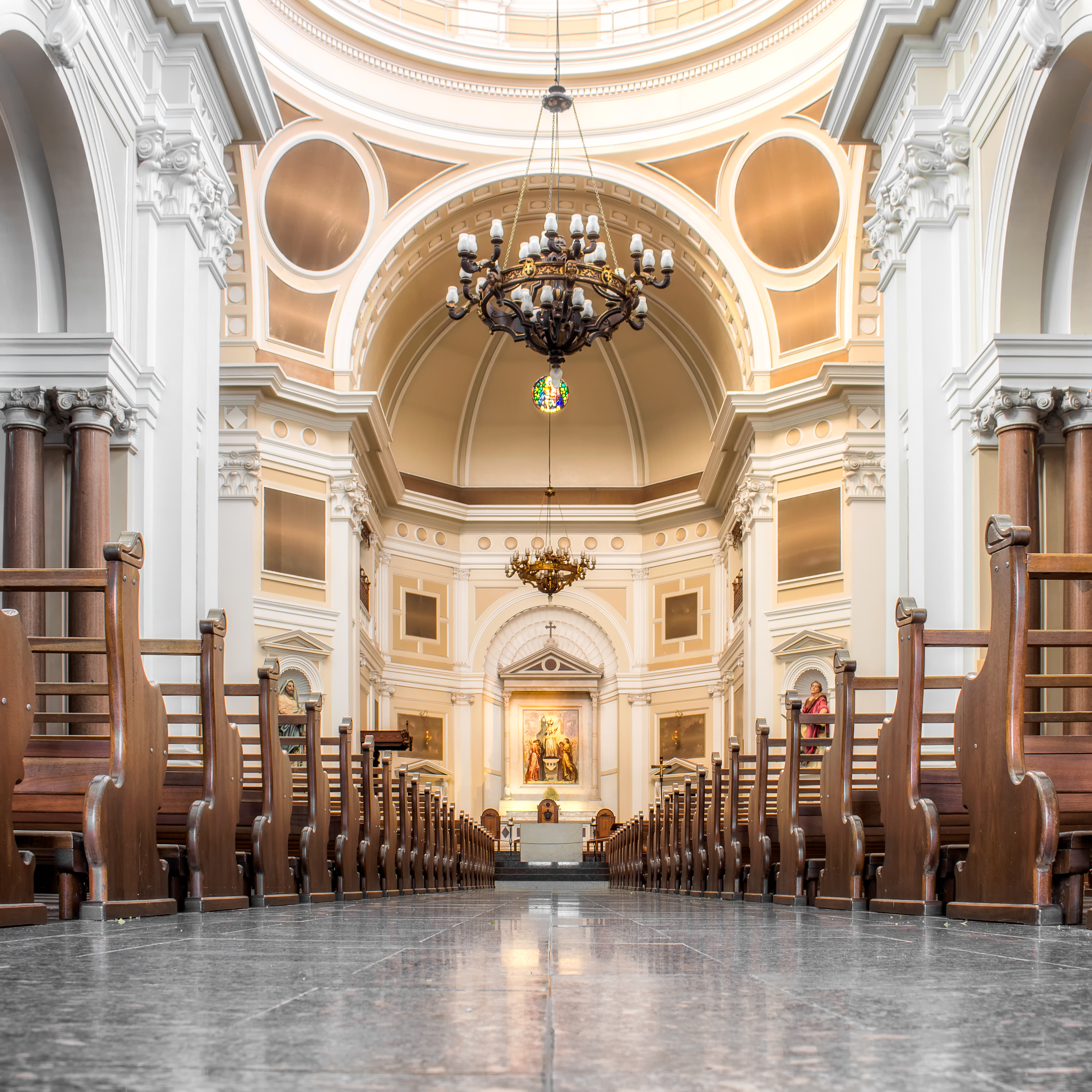
Aspecto de la nave principal.

Los movimientos de tierra y la demolición de la iglesia parroquial comenzaron el 3 de mayo de 1920, y la primera piedra del nuevo templo se colocó el 7 de agosto de 1921. Las obras fueron coordinadas por el Cura de la Catedral, João Maria Balen, y el 20 de marzo de 1929 se inauguró la cripta, donde se trasladaron los oficios religiosos, lo que permitió demoler definitivamente el antiguo edificio y continuar con la nueva obra.
No fue hasta unos veinte años más tarde que las celebraciones pudieron salir de la cripta y celebrarse en la nave de la catedral, ya bajo la administración de Vicente Scherer. Hicieron falta otros veinte años para terminar las torres, que se inauguraron en 1971, y la cúpula se terminó al año siguiente. No fue hasta 1986, bajo el arzobispado de João Cláudio Colling, que la catedral pudo ser consagrada y declarada completa, aunque la cúpula fue recientemente remodelada y dotada de un techo de bronce.
Si bien el diseño general de la fachada conserva la simplicidad y firmeza de las líneas que caracterizan el arte del primer renacimiento, se creó un movimiento más dinámico mediante el contraste de los tres cuerpos salientes (frontispicio y torres) con intervalos a la altura de las terrazas sobre las naves laterales, además de darle profundidad y claroscuro, gracias a los grandes vanos del pórtico. La cúpula tiene 65 metros de altura desde el nivel de la plaza, con un diámetro interior de casi 18 metros.

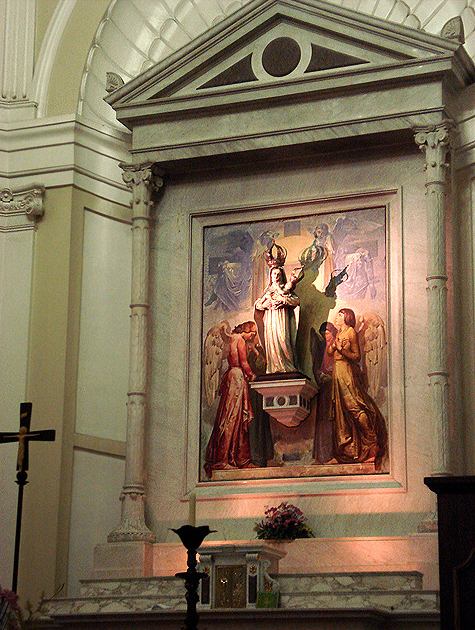
Altar mayor.

La fachada se caracteriza por los mosaicos del frontispicio, ejecutados por la Academia de Mosaico del Vaticano, que representan la historia de la Iglesia en el Estado. Muestran a la patrona María, Madre de Dios, en el centro, flanqueada por San Francisco de Asís, antiguo patrón, y los mártires jesuitas Roque González de Santa Cruz, Afonso Rodrigues y Juan del Castillo. En el otro lado están San Pedro, patrón de Rio Grande del Sur, el Papa Pío IX, creador de la diócesis, y Santa Teresa de Ávila, protectora de la fortaleza que existía en el extremo sur del estado. Los paneles laterales representan las escenas de la Anunciación y la Crucifixión, con el Pantocrátor encima en el tímpano..
El interior posee una notable majestuosidad y elegancia de proporciones, y su arquitectura forma atractivos dibujos geométricos, intensificados por los efectos de la iluminación interior. El altar mayor tiene una hermosa estatua barroca de la Virgen con el Niño Jesús en brazos, entronizada sobre una pintura mural de Aldo Locatelli. En los brazos de la cruz se instalaron dos enormes vidrieras, una representando a San Miguel, y la otra a Santa Teresa.
La diferencia de nivel entre la Praça Marechal Deodoro y el patio superior del antiguo seminario situado detrás, de unos ocho metros, permitió la construcción de una gran cripta. En el diseño de su exterior, Giovenale utilizó elementos decorativos arcaicos, similares a algunos empleados en las antiguas construcciones de los incas de Perú, forrando los muros con enormes piedras rústicas de granito y coronando el conjunto con ocho gigantescas estatuas de cabezas de indios. Las cabezas, así como el altar mayor, fueron esculpidos por André Arjonas.
En 2009, la Catedral y el edificio anexo a la Curia Metropolitana fueron inscritos en la lista del ayuntamiento de Porto Alegre.